# Fazan auriu
Fazanul auriu (Chrysolophus pictus) este o specie de păsări din familia Phasianidae, ordinul Galliformes. El este originar din China și a fost introdus în Marea Britanie, dar obiceiurile sale de viață în natură rămân încă destul de puțin cunoscute.

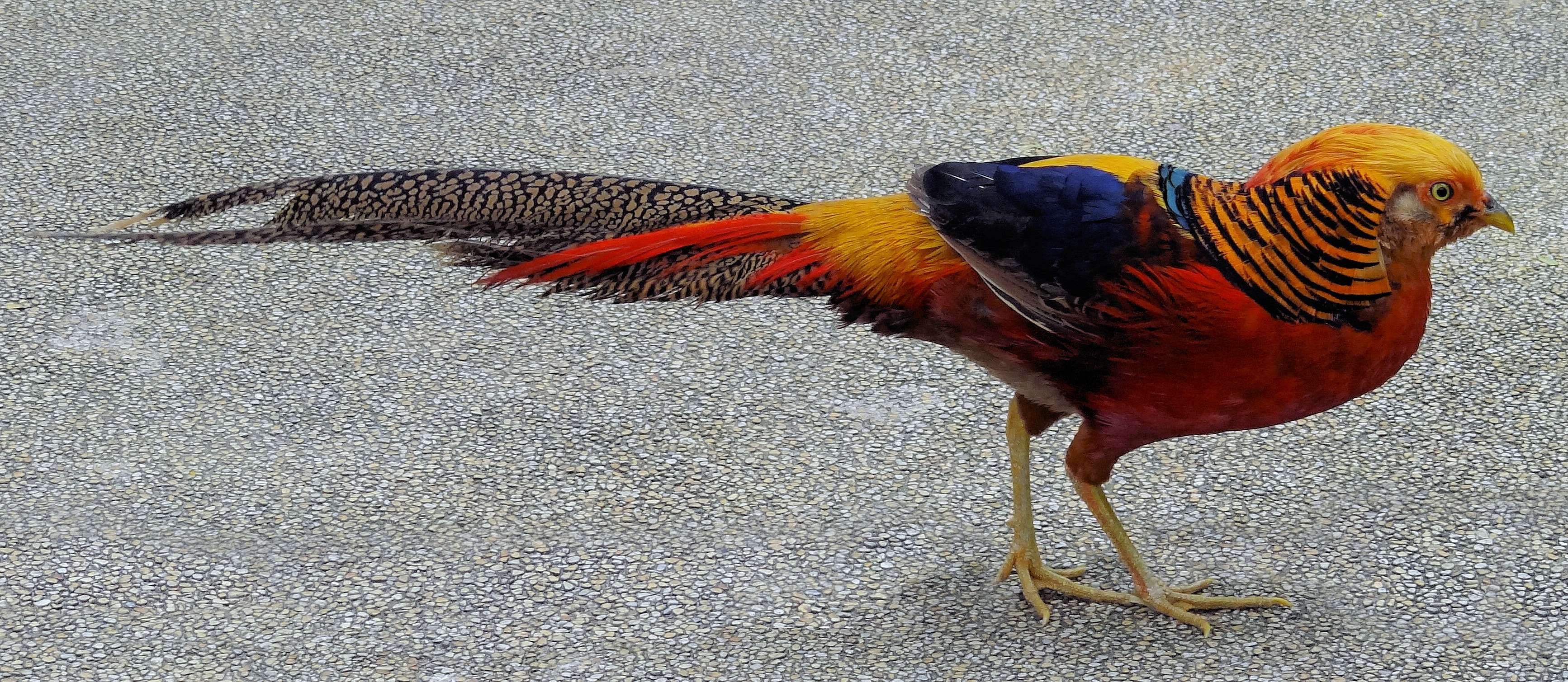
Mascul. Kuala Lumpur Bird Park, Malaysia

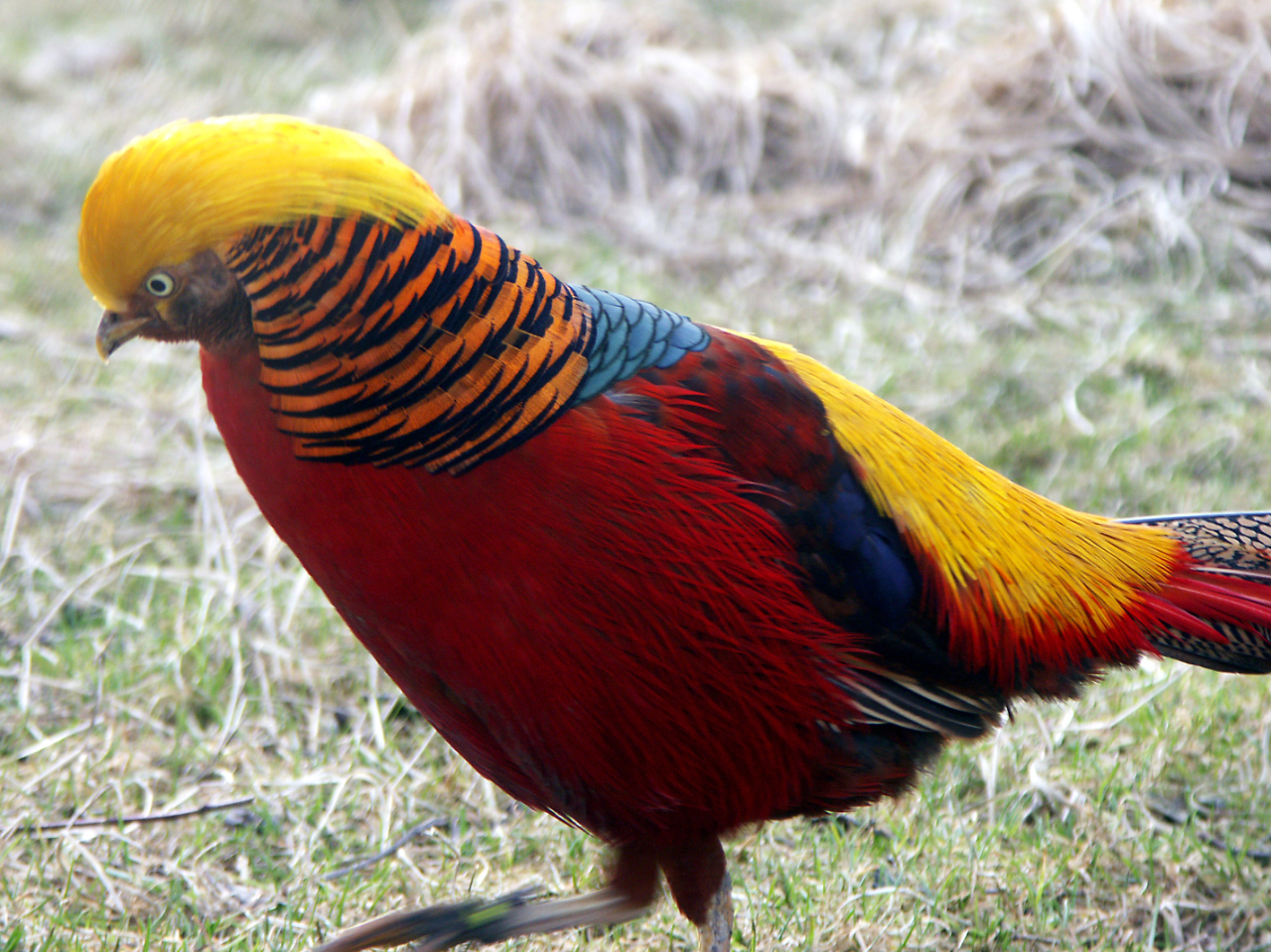

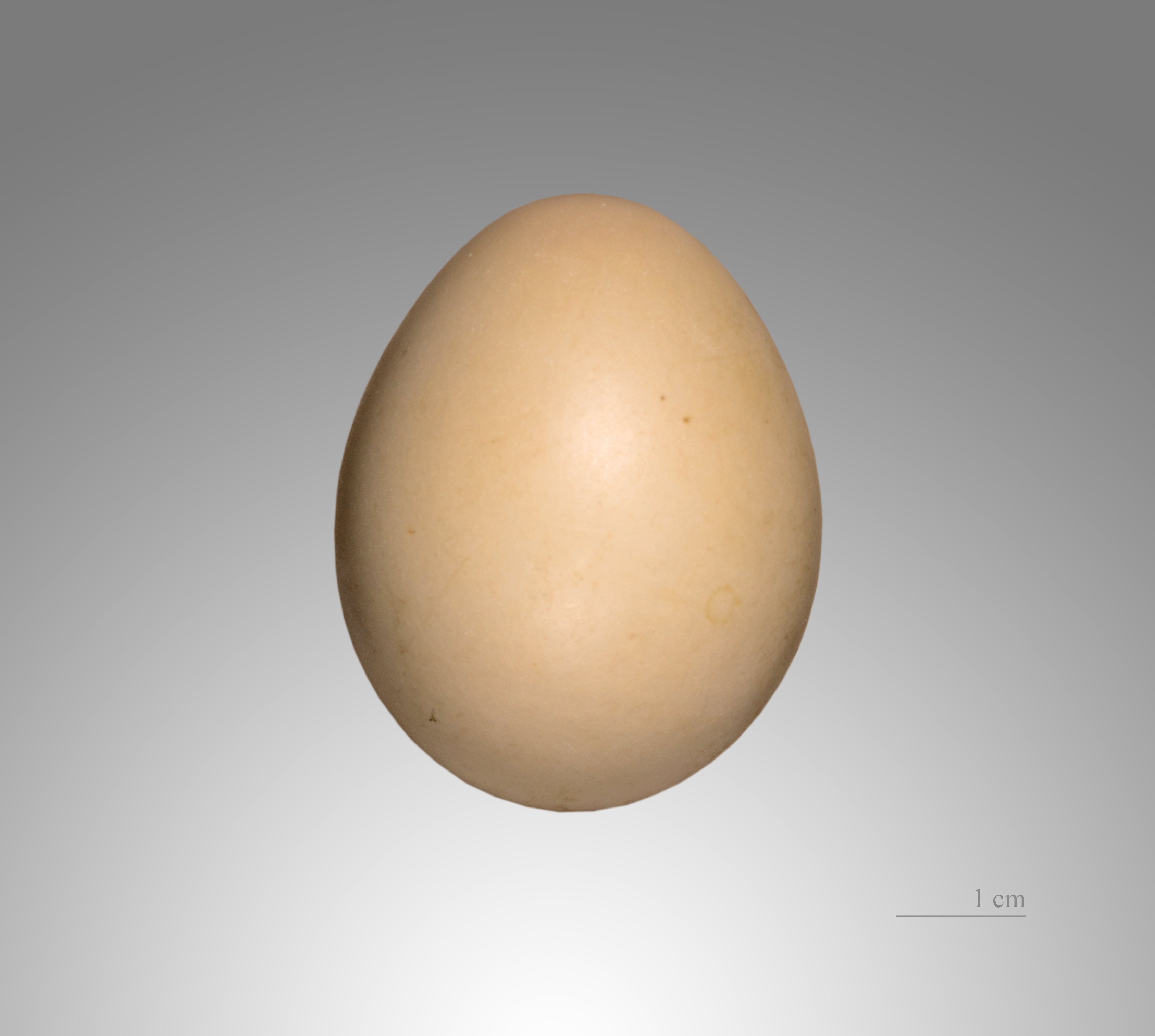
Ou de fazan auriu